# Comissão Nacional de Defesa e pelo Desenvolvimento da Amazônia
A Comissão Nacional de Defesa e pelo Desenvolvimento da Amazônia foi um instituto de cunho nacionalista criado em 1967 pelo governo militar brasileiro, com o intuito de fomentar a proteção do território contra uma suposta internacionalização da Amazônia. Especula-se que o verdadeiro intuito do Estado era desviar a atenção popular dos problemas internos causados pela própria atuação do governo. A política da época financiou a entrada de empresas estrangeiras, que compraram enormes lotes de terras na região amazônica, causando a falência de várias empresas brasileiras . Grande parte das compras era ilegal, utilizando grilagem e estelionato usando o nome pessoas como "testas-de-ferro" ou "laranjas". Devido a denúncias na mídia, foi aberta uma CPI que resultou no Relatório Velloso.